# Wohnhaus Kirchenstraße 27

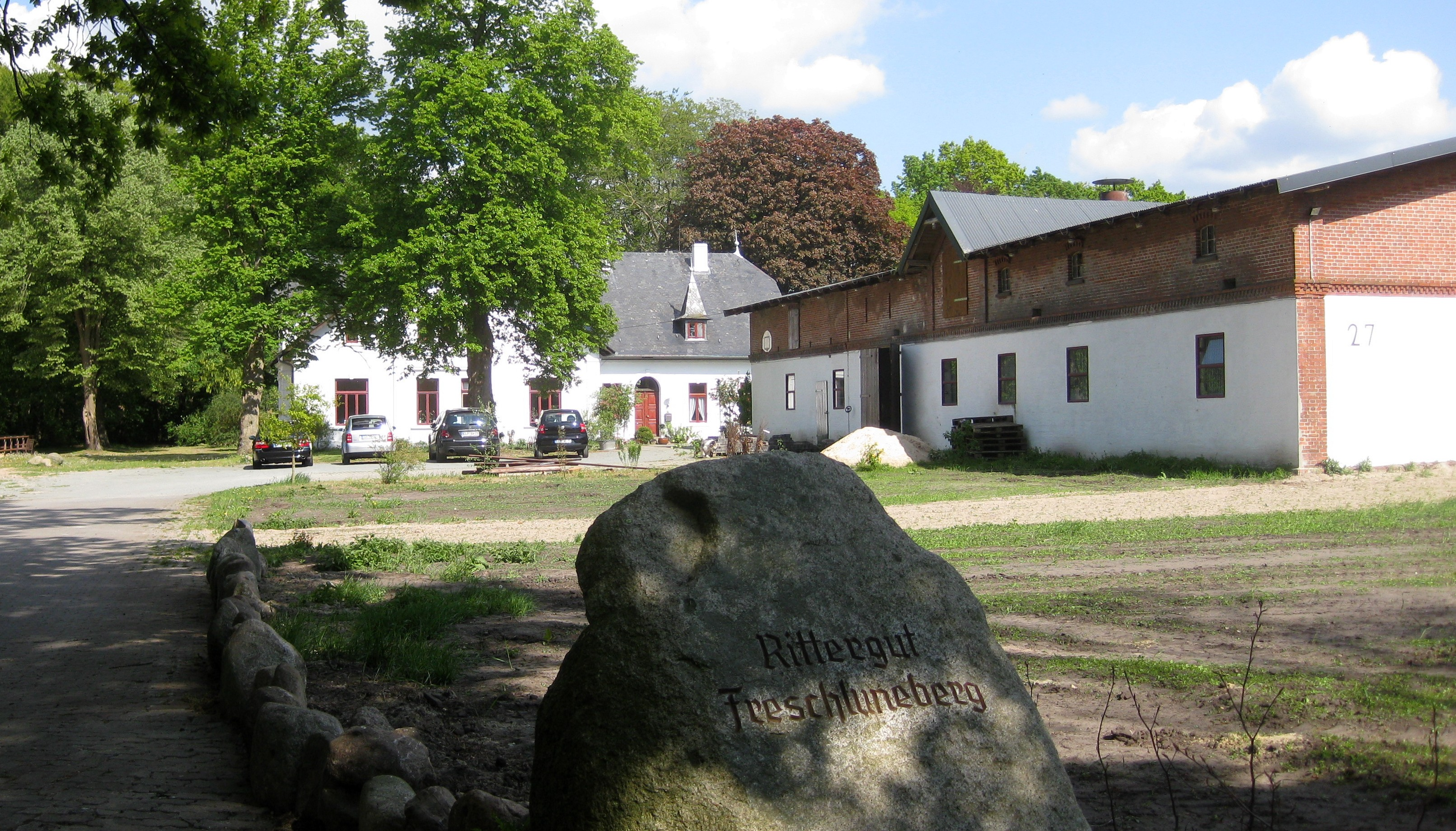
Gut Freschluneberg, hinten das denkmalgeschützte Wohnhaus von 1895, rechts Stall des Reiterhofes (Aufnahme 2011)

Das Wohnhaus Kirchenstraße 27 in der niedersächsischen Gemeinde Beverstedt, Ortsteil Lunestedt, im Landkreis Cuxhaven, stammt vom Ende des 19. Jahrhunderts. Aktuell (2024) wird es als Wohnhaus genutzt.
Das Gebäude steht unter Denkmalschutz (siehe auch Liste der Baudenkmale in Beverstedt).

## Beschreibung
1725 wurde hier das Gutshaus Freschluneberg errichtet; es brannte Ende des 19. Jahrhunderts ab.
Das eingeschossige massive traufständige Gebäude mit schiefergedecktem Krüppelwalmdach, Freigespärre im Giebel und dem zweigeschossigen nördlichem Giebelrisalit als Eingang wurde 1895 (Bauantrag) im Stil der Neorenaissance nach Plänen von Baumeister Georg Hoffmeyer für das Gut Freschluneberg gebaut. Originale farbige Fensterverglasungen am Risalit und im inneren Treppenhaus sind erhalten.